# Словачка на Светском првенству у атлетици на отвореном 2019.
Словачка је на 17. Светском првенству у атлетици на отвореном 2019. одржаном у Дохи од 27. септембра до 6. октобра четрнаести пут, односно учествовала је под данашњим именом на свим првенствима од 1993. до данас. Репрезентацију Словачке представљало је 6 такмичара (2 мушкарца и 4 жене) који су се такмичили у 6 дисциплина (2 мушке и 4 женске).,
На овом првенству такмичари Словачке нису освојили ниједну медаљу нити су остварили неки резултат.

## Учесници
| Мушкарци: - Матеј Тот — 50 км ходање - Марсел Ломницки — Бацање кладива | Жене: - Габриела Гајанова — 800 м - Станислава Шкваркова — 100 м препоне - Марија Чакова — 50 км ходање - Мартина Храшнова — Бацање кладива |  |

## Резултати

### Мушкарци
| Атлетичар       | Дисциплина     | Лични рекорд | Предтакмичење | Предтакмичење | Квалификације | Квалификације | Полуфинале | Полуфинале | Финале               | Финале            | Детаљи |
| Атлетичар       | Дисциплина     | Лични рекорд | Резултат      | Место         | Резултат      | Место         | Резултат   | Место      | Резултат             | Место             | Детаљи |
| --------------- | -------------- | ------------ | ------------- | ------------- | ------------- | ------------- | ---------- | ---------- | -------------------- | ----------------- | ------ |
| Матеј Тот       | 50 км ходање   | 3:34:38 НР   |               |               |               |               |            |            | Није завршио трку    | Није завршио трку |        |
| Марсел Ломницки | Бацање кладива | 79,16        |               |               | 73,51         | 9. у гр. Б    |            |            | Није се квалификовао | 18 / 31           |        |

### Жене
| Атлетичарка          | Дисциплина     | Лични рекорд | Квалификације | Квалификације | Полуфинале            | Полуфинале            | Финале                | Финале             | Детаљи |
| Атлетичарка          | Дисциплина     | Лични рекорд | Резултат      | Место         | Резултат              | Место                 | Резултат              | Место              | Детаљи |
| -------------------- | -------------- | ------------ | ------------- | ------------- | --------------------- | --------------------- | --------------------- | ------------------ | ------ |
| Габриела Гајанова    | 800 м          | 2:00,58      | 2:04,45       | 7. у гр. 1    | Нису се квалификовале | Нису се квалификовале | Нису се квалификовале | 36 / 40 (41)       |        |
| Станислава Шкваркова | 100 м препоне  | 13,08        | 13,44         | 6. у гр 1     | Нису се квалификовале | Нису се квалификовале | Нису се квалификовале | 31 / 36 (38)       |        |
| Марија Чакова        | 50 км ходање   | 4:14:25 НР   |               |               |                       |                       | Није завршила трку    | Није завршила трку |        |
| Мартина Храшнова     | Бацање кладива | 76,90        | 72,01 КВ      | 5. у гр. Б    |                       |                       | 71,28                 | 9 / 30             |        |